# Natalie Achonwa
Natalie Achonwa (Toronto, Canadá, 22 de noviembre de 1992) es una jugadora de baloncesto profesional canadiense para el Indiana Fever de la Asociación de Baloncesto Nacional Femenino (WNBA). Jugó en el equipo de baloncesto femenino del Notre Dame Fighting Irish. Achonwa nació en Toronto, Ontario. Empezó a jugar al baloncesto en Guelph, Ontario, y mide 193 centímetros (6' 4") de alto.

## Instituto
Achonwa asistió al Centennial Collegiate and Vocational Institute en Guelph, Ontario antes de mudarse a Hamilton, Ontario para jugar en el programa NEDA de baloncesto en el St. Mary's Catholic Secondary School.

## Carrera universitaria
Achonwa fue reclutada como la primera jugadora internacional en el equipo de baloncesto femenino del Notre Dame Fighting Irish. EIn 2011, Achonwa fue llamada para el Equipo Big East All-Freshman, y también fue seleccionada para Big East Novata de la Semana en su primera temporada.  En 2012, fue llamada para el Equipo NCAA Raleigh Regional All-Tournament. En su tercera temporada, recibió una Mención Honorable para el Equipo Associated Press All-America. Desde su primera temporada, su equipo y ella han aparecido en cuatro ocasiones en la Final Four y en tres ocasiones en los Campeonatos Nacionales.
En lo que resultó siendo su último partido en casa, la jugadora de 1,93 metros de altura sufrió una rotura del ligamento cruzado anterior a casi cinco minutos de la final en el partido de Notre Dame contra Baylor, en el que ganó Notre Dame, el 31 de marzo de 2014. Este triunfo ayudó al equipo a ir al NCAA Final Four.
En 2015, Achonwa fue seleccionada como representante de Notre Dame en la Atlantic Coast Conference de 2015 en la Clase de Leyendas de Mujeres.

## Carrera internacional
A los 16 años, Achonwa se convirtió en la jugadora más joven en jugar en la selección femenina de baloncesto de Canadá en 2009. Compitió en los Juegos Olímpicos de Londres 2012, así como en el Campeonato Mundial de Baloncesto Femenino de 2010.
Achonwa fue invitada a unirse a la selección nacional, para jugar en el Campeonato FIBA Américas Femenino de 2013, que tuvo lugar en Xalapa, México del 21 al 28 de septiembre de 2013. Hizo 7.5 puntos de media por juego, y ayudó a la selección nacional de Canadá a conseguir el segundo puesto, la medalla de plata. Canadá se enfentó contra Cuba en una ronda preliminar y ganó 53-40, pero en el campeonato, Cuba se impuso 79-71.
Se perdió el Campeonato Mundial de Baloncesto Femenino de 2014 debido a la lesión.
Achonwa fue invitada para jugar con Canadá en los Juegos Olímpicos de Río de Janeiro 2016, siendo su segunda aparición en unos Juegos Olímpicos.
Jugó para Canadá en la Copa Mundial de Baloncesto Femenino de 2018.

## Juegos Pan Am 2015
Achonwa fue miembro de la selección nacional de baloncesto femenino de Canadá que participó en los Juegos Panamericanos de 2015, que tuvieron lugar en Toronto, Ontario, Canadá, del 10 al 26 de julio de 2015. Canadá abrió las rondas preliminares con un fáciles 101–38 contra Venezuela. Al día siguiente, batieron a Argentina 73–58. La ronda preliminar final fue contra Cuba; ambos equipos quedaron 2–0, así que el ganador ganaría el grupo. Canadá ganó por 71–68. Canadá se enfrentó a Brasil en la semifinal.
Canadá abrió el juego con un 11–2 en siete puntos consecutivos por Miranda Ayim. Miah-Marie Langlois contribuyó con cinco asistencias. Lizanne Murphy y Nirra Fields consiguieron canastas de tres puntos y ayudar a extender la diferencia a 68–39 al final del tercer cuarto. Canadá continuó dominando en el cuarto cuarto con canastas de tres puntos por Kia Nurse y Kim Gaucher. Canadá ganó el partido 91–63  que le consiguió un puesto en el partido por la medalla de oro contra los Estados Unidos de América.
El partido por la medalla de oro emparejó al equipo anfitrión Canadá contra los Estados Unidos de América, en estadio con todas las entradas vendidas, dominado por fanes vestidos de rojo y blanco y agitando la bandera canadiense. El equipo canadiense cantó "Oh Canadá" cuando se escucharon los respectivos himnos nacionales.
Los EE. UU. alcanzaron ventaja en el segundo cuarto. Sin embargo, las canadienses, estimuladas por la multitud de que les animaba, lucharon y consiguieron empatar para el intermedio. En el tercer cuarto, era la hora de Canadá de brillar. Lograron sacar 18 puntos de ventaja. Los EE. UU. lucharon, pero no completamente, y Canadá ganó el partido y la medalla de oro por 81–73 puntos. Era la primera medalla de oro de Canadá en los juegos Pan Am. Nurse fue la estrella de Canadá con 33 puntos. Achonwa contribuyó con dos rebotes y 13 puntos.

## Carrera profesional

### WNBA
Achonwa fue novena por las Indiana Fever en el 2014 WNBA draft. Estuvo sentada toda la temporada 2014 de la WNBA, debido a una lesión de rodilla que sufrió durante su último año en Notre Dame en los playoffs de la NCAA. En el otoño de 2014, mientras continuando su rehabilitación, Achonwa aceptó un trabajo como Directora interina de Operaciones para el programa de baloncesto femenino de Notre Dame. Sustituía a Katie Schwab, quien había sido hospitalizada por una enfermedad potencialmente mortal.
Achonwa no firmó su contrato rookie contrato con las Fever hasta febrero de 2015, una vez que se hubo recuperado de su lesión. Regresó a la cancha a tiempo para la temporada de la WNBA de 2015. La Fever terminó en tercer lugar en el Este con un registro de 20-14. Para el final de la temporada, Achonwa fue nombrada para el equipo All-Rookie de la WNBA. Liderado por las estrellas Tamika Catchings y Marissa Coleman, Fever se adelantó hasta las Finales para jugar contra las Minnesota Lynx pero perdió 3-2.
En la temporada de 2016 de la WNBA, Achonwa tuvo un papel reducido en Fever, jugando 24 partidos pero saliendo del banco por pocos minutos. Las Fever llegaron a los playoffs otra vez pero fueron eliminadas en los primeros partidos de las rondas eliminatorias por las Phoenix Mercury.
Durante la temporada 2017, Achonwa jugó 34 partidos completos por primera vez en su carrera, mientras que empezó en 17 de esos partidos. Sin embargo, las Fever terminaron como el segundo peor equipo en la liga con un registro de 9-25.

### En el extranjero
Fuera de temporada, en 2015–16, Achonwa jugó en Italia para el Dike Napoli. A partir de noviembre de 2016, Achonwa firmó con el Bucheon KEB Hana Bank, un club de Coreano del Sur para fuera de temporada, en 2016-17. En 2017, Achonwa firmó con el Asan Woori Banco Wibee de la liga surcoreana para fuera de temporada, de la WNBA en 2017-18.

## Vida personal
El padre de Achonwa inmigró de Nigeria a Canadá cuando tenía doce años.